# Batracomorphus samaruensis
Batracomorphus samaruensis är en insektsart som beskrevs av Quartau 1981. Batracomorphus samaruensis ingår i släktet Batracomorphus och familjen dvärgstritar. Inga underarter finns listade i Catalogue of Life.